# Chien Gao
Chien Gao (romanización de 高谦) (1929) es un profesor y botánico chino, que ha trabajado extensamente en el "Instituto de Botánica", de la Academia China de las Ciencias; especialista en la taxonomía de briófitas.
Ha publicado, entre otras, en Bulletin of Botanical Research, Harbin, Acta Phytotaxonomica Sinica.

## Algunas publicaciones
- chien Gao, marshall r. Crosby, et al. 1999. Moss flora of China = [Chung-kuo hsien lei chih wu chih] vv. 1, 4, 5, 7-8, il. cartas
- La abreviatura «C.Gao» se emplea para indicar a Chien Gao como autoridad en la descripción y clasificación científica de los vegetales.[3]